# Ажгон
Ажго́н, или Айова́н души́стый, или Инди́йский тмин, или Ко́птский тмин, или Ша́брий (лат. Trachyspérmum ámmi) — однолетнее пряное растение; вид рода Айован семейства Зонтичные, родом из Южной Индии. Это растение называют также «зирой», но это же название нередко относят и к другим растениям (см. Зира).

## Биологическое описание
Однолетнее растение со стержневым веретенообразным корнем.
Стебель прямостоячий, ветвистый от основания, бороздчатый, 20—60 см высоты, при выращивании на поливных землях — до 100—120 см. Ветвление начинается от корневой шейки; ветви хорошо облиственные.
Листья сизо-зелёные очерёдные, влагалищные, постепенно уменьшающиеся к верхушке стебля, дважды или трижды перисторассечённые с мелкими линейными заострёнными, цельнокрайными сегментами, 7—12 мм длины и 0,2—0,3 мм ширины.
Цветки мелкие (1,7—2,7 мм в диаметре), собраны в сложные 6—12-лучевые зонтики 3—5 см в диаметре, на длинных цветоносах; обёртка зонтиков и обёрточки состоят из трёх — пяти линейно-ланцетных или трёхраздельных, по краю узкоплёнчатых листочков с оттянутой верхушкой. Зубцы чашечки тупые, слабо заметные, яйцевидные, толстоватые. Венчик белый или светло-фиолетовый, пятилепестный; лепестки глубоковыемчатые с загнутой внутрь верхушкой, снаружи слегка опушённые, обратно-сердцевидные, неравнодвулопастные. Тычинок пять, чередующихся с лепестками; нити их в начале согнуты внутрь, пыльники фиолетовые. Пестик с нижней двугнёздной завязью; подстолбие коническое; столбики длиннее подстолбия, с головчатыми рыльцами. Цветёт в июне — июле.
Зрелые плоды ажгона от серо-зелёной до тёмно-коричневой окраски, содержат по два семени, размером и формой похожие на сельдерейные, на вкус горьковатые, с сильным своеобразным пряным ароматом, напоминающим чабрец. Двусемянки ребристые, шероховатые от многочисленных пузыревидных беловатых сосочков, яйцевидные, около 2—2,5 мм длины и 1,5—2,2 мм ширины. Полуплодики с пятью тупыми рёбрышками, разделёнными более тёмными ложбинками, под которыми находятся секреторные канальцы. Вес 1000 «семян» (полуплодиков) 0,3—0,35 г. Плоды созревают в августе — сентябре.

## Распространение и экология
Родиной считается Индия, где растение издавна возделывается. В диком виде не встречается, а культивируется в Северной и Восточной Африке, Юго-Восточной Азии, Афганистане, Иране, Китае и других странах Востока.

## Химический состав растительного сырья
Все части растения содержат эфирное масло, его содержание максимально в плодах (2—11 %). Масло представляет собой бесцветную или коричневатого цвета жидкость с резким жгучим вкусом и сильным запахом тимола, содержание которого в масле достигает 30—40 % (40—60 %). Ажгон цветёт неравномерно, поэтому на одном и том же растении можно найти зонтики в разных фазах развития. Физические константы и состав эфирного масла сильно изменяются в зависимости от стадии вегетации растения. Во всех случаях максимальное содержание эфирного масла наблюдается в зонтиках в фазу молочной спелости семян, независимо от порядка, к которому принадлежат зонтики. В эфирном масле из растений в фазе полного цветения содержится наибольшее количество n-цимола и сравнительно немного γ-терпинена и парафина. В масле из зрелых плодов зонтиков 1-го и 2-го порядков содержится много тимола (однако абсолютное количество тимола в масле достигает максимума в период молочной зрелости семян, когда фактически заканчивается его синтез), n-цимола, дипентена, α-терпинена, карвакрола. Кроме этого, в состав масла входят α- и β-пинены, β-фелландрен, до 20—30 % жирного масла, в состав которого входят глицериды петрозелиновой кислоты(48 %) и 15—17 % протеина.

## Использование
Плоды и зелень айована, обладающие острым вкусом и пряным ароматом, применяют в кулинарии в качестве пряной приправы. Наиболее широко используют плоды в Индии и Средней Азии. Ажгон не относится к самым распространённым специям. В Индии его добавляют к овощным блюдам, в Африке — к мясным. В Средней Азии используют в основном семена ажгона, которые считаются незаменимой добавкой для плова. Входят они и в состав традиционных супов. Ажгон присутствует в некоторых вариантах карри.
Эфирное масло и плоды ажгона создают приятную ароматическую композицию при ароматизации пищевых продуктов и различных напитков.
Плоды и тимол, выделяемый из эфирного масла, используют в медицине в качестве антисептического, ранозаживляющего и противоглистного средств. Плоды используют в Индии в качестве средства против холеры, колик и др.
Эфирное масло получают перегонкой паром измельчённых или неизмельчённых плодов. Выход масла колеблется от 2,5 % до 5 %. Масло применяется, главным образом, для получения тимола. Тимол извлекается из масла раствором едкого натра. Отделяемая при этом смесь терпенов используется как отдушка для мыла. Отходы эфирномасличного производства идут на корм скоту.

### Возделывание в культуре
Для посевов ажгона наиболее пригодны участки с плодородными лёгкими, средними суглинистыми или супесчаными водопроницаемыми незасолёнными почвами. Посев семян производится после прогревания почвы до 8—10 °C на глубину 1,5—2 см. Посевы прикатывают лёгким катком. Всходы айована при нормальных условиях появляются на 15—20-й день. Для ускорения всходов и сокращения вегетационного периода семена подвергают ферментации: погружают в мешках на 10—15 минут в воду, нагретую до 45 °C, затем переносят в воду с комнатной температурой на пять часов. Когда семена набухнут, их выдерживают два — три дня при температуре 18—22 °C. Когда 3—5 % семян наклюнутся, их подсушивают до сыпучего состояния. Ферментация ускоряет появление всходов на 5—10 дней и на несколько дней сокращает вегетационный период, равный в среднем 130—150 дням. Уход заключается в периодическом рыхлении междурядий и полке сорняков. При культуре с искусственным орошением проводят три — пять поливов. После каждого полива почву в междурядьях разрыхляют. Уборку производят при побурении плодов в центральных зонтиках, в фазе между восковой и полной зрелостью, что обычно наступает в начале октября. Растения вяжут в снопики, которые ставят для просушки на 5—6 дней в суслоны по 10—15 штук, после чего обмолачивают. Урожайность плодов в условиях полива 8—10 ц/га.